# Diocesi di Córdoba (Messico)
La diocesi di Córdoba (in latino: Dioecesis Cordubensis in Mexico) è una sede della Chiesa cattolica in Messico suffraganea dell'arcidiocesi di Jalapa. Nel 2023 contava 769.700 battezzati su 857.300 abitanti. È retta dal vescovo Eduardo Carmona Ortega, C.O.R.C.

## Territorio
La diocesi comprende 28 comuni dello stato messicano di Veracruz: Alpatláhuac, Amatlán de los Reyes, Atoyac, Calcahualco, Camarón de Tejeda, Carrillo Puerto, Coetzala, Comapa, Córdoba, Coscomatepec, Cuichapa, Cuitláhuac, Chocamán, Fortín, Huatusco, Ixhuatlán del Café, Naranjal, Omealca, Paso del Macho, Sochiapa, Tenampa, Tepatlaxco, Tezonapa, Tlacotepec de Mejía, Tomatlán, Totutla, Yanga e Zentla.
Sede vescovile è la città di Córdoba, dove si trova la cattedrale dell'Immacolata Concezione di Maria Vergine.
Il territorio si estende su una superficie di 4.214 km² ed è suddiviso in 48 parrocchie.

## Storia
La diocesi è stata eretta il 15 aprile 2000 con la bolla Ministerium Nostrum di papa Giovanni Paolo II, ricavandone il territorio dall'arcidiocesi di Jalapa.

## Cronotassi dei vescovi
Si omettono i periodi di sede vacante non superiori ai 2 anni o non storicamente accertati.
- Eduardo Porfirio Patiño Leal (15 aprile 2000 - 4 luglio 2020 dimesso)
- Eduardo Carmona Ortega, C.O.R.C., succeduto il 4 luglio 2020

## Statistiche
La diocesi nel 2023 su una popolazione di 857.300 persone contava 769.700 battezzati, corrispondenti all'89,8% del totale.
| anno | popolazione | popolazione | popolazione | presbiteri | presbiteri | presbiteri | presbiteri                | diaconi | religiosi | religiosi | parrocchie |
| anno | battezzati  | totale      | %           | numero     | secolari   | regolari   | battezzati per presbitero | diaconi | uomini    | donne     | parrocchie |
| ---- | ----------- | ----------- | ----------- | ---------- | ---------- | ---------- | ------------------------- | ------- | --------- | --------- | ---------- |
| 2000 | 577.669     | 627.890     | 92,0        | 54         | 50         | 4          | 10.697                    |         | 4         | 160       | 35         |
| 2001 | 605.555     | 685.960     | 88,3        | 66         | 66         |            | 9.175                     |         |           | 146       | 40         |
| 2002 | 605.555     | 638.165     | 94,9        | 68         | 68         |            | 8.905                     |         |           | 98        | 40         |
| 2003 | 605.555     | 638.165     | 94,9        | 63         | 62         | 1          | 9.611                     |         | 1         | 98        | 39         |
| 2004 | 605.555     | 638.165     | 94,9        | 72         | 71         | 1          | 8.410                     |         | 1         | 145       | 42         |
| 2006 | 650.938     | 707.542     | 92,0        | 73         | 70         | 3          | 8.916                     |         | 3         | 164       | 39         |
| 2013 | 698.179     | 755.000     | 92,5        | 83         | 82         | 1          | 8.411                     |         | 8         | 161       | 44         |
| 2016 | 719.331     | 801.193     | 89,8        | 82         | 82         |            | 8.772                     | 5       | 7         | 180       | 44         |
| 2019 | 741.127     | 825.468     | 89,8        | 85         | 85         |            | 8.719                     | 4       | 9         | 148       | 48         |
| 2021 | 756.023     | 842.000     | 89,8        | 85         | 85         |            | 8.894                     | 4       | 8         | 129       | 48         |
| 2023 | 769.700     | 857.300     | 89,8        | 84         | 84         |            | 9.163                     | 3       | 8         | 142       | 48         |